# Улица Вахтанга Котетишвили
Улица Вахтанга Котетишвили (груз. ვახტანგ კოტეტიშვილის ქუჩა) — улица в Тбилиси, в районе Мтацминда. Идёт от улицы Ингороквы до площади Бесики.

## История
Современное название в честь известного грузинского искусствоведа Вахтанга Котетишвили (1893—1937).
Прежнее называние Мтацминдская. В советское время носила имя Оболадзе

## Известные жители
д. 7 — Вахушти Котетишвили

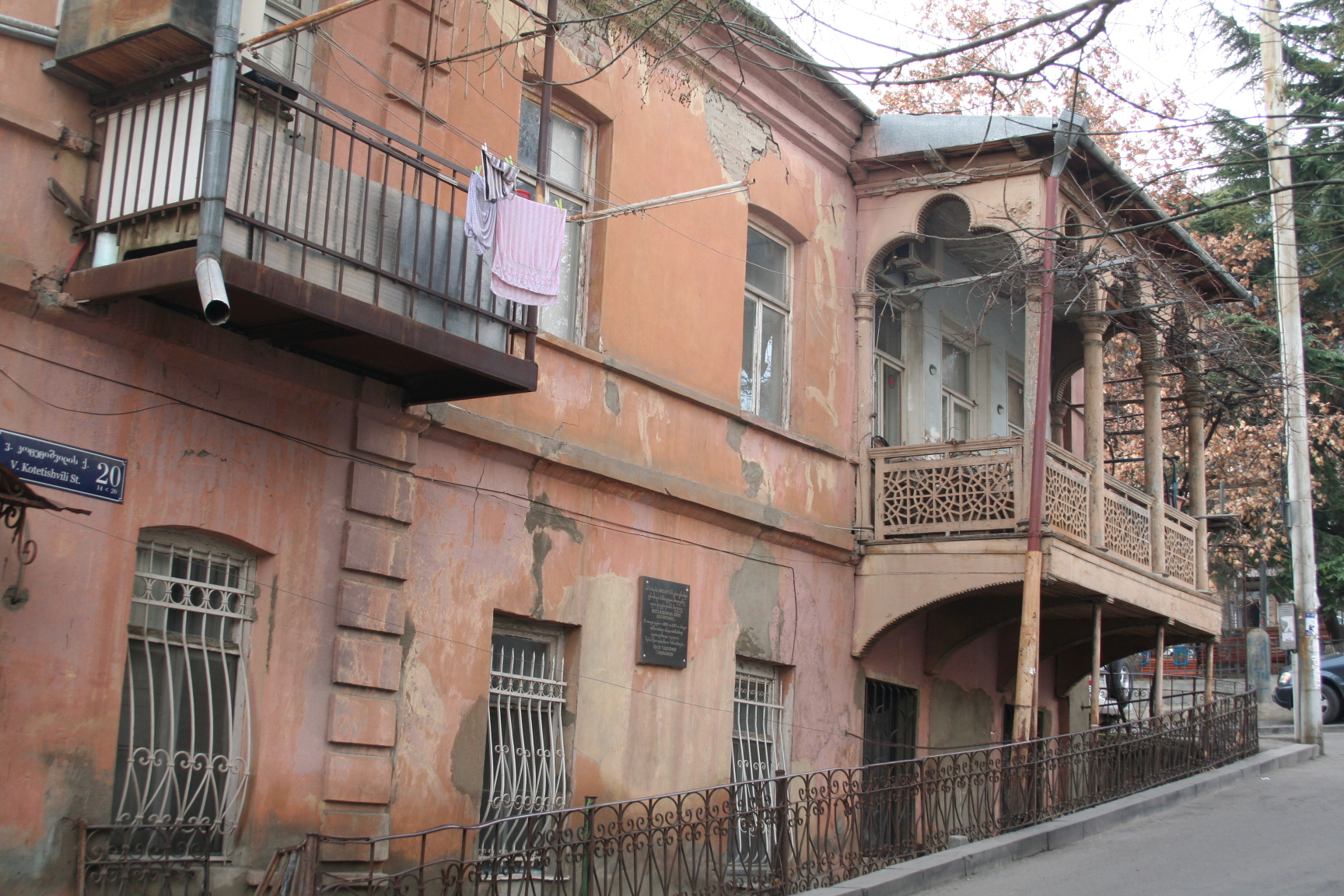
д. 20

д. 20 — Ольга Гурамишвили (1842—1927), известный грузинский общественный деятель, жена Ильи Чавчавадзе. После трагической гибели мужа она, чтобы быть ближе к его могиле (в Пантеоне Мтацминда), арендовала квартиру на этой улице и, когда не могла прийти на могилу, стояла со свечой на балконе и, глядя на Мтацминду, кричала: «Я иду, я иду!». На доме установлена мемориальная доска.
 — Мзия Григорьевна Чхетиани (в той же квартире)